# Höchstädt an der Donau
Höchstädt an der Donau är en stad i Landkreis Dillingen an der Donau i Regierungsbezirk Schwaben i förbundslandet Bayern i Tyskland.
Staden ingår i kommunalförbundet Höchstädt an der Donau tillsammans med kommunerna Blindheim, Finningen, Lutzingen och Schwenningen.